# パーラー吉松
パーラー吉松（パーラーよしまつ、1955年3月18日 - ）は、東京演芸協会所属の漫談家。本名は、吉松秀一。主に、プロレスの実況中継、大相撲の力士の形態模写、世界の民族舞踊をレパートリーとしている。

## 略歴
福岡県北九州市出身。専修大学経営学部経営学科卒業。1977年大学卒業後は、福岡県警に就職するも、自分の夢実現のため、退職。1978年上京し浅草松竹演芸場にて司会者として修業。1982年模写漫談としてスタート。1983年歌手大川栄策の専属司会となる。1984年ハワイNBCホールに出演。1989年東京演芸協会所属となる。